# Head Over Heels (videojuego)
Head over Heels es un videojuego desarrollado por Ocean Software Ltd en 1987 para los ordenadores de 8 bits más populares, y luego llevada a otros formatos.
Creado por Jon Ritman y Bernie Drummond (encargado de los gráficos) mientras que el sonido y la música corrieron a cargo de Guy Stephens. Originalmente el juego iba a llamarse Foot And Mouth.
Visualmente, Head over Heels tiene varias similitudes con Knight Lore de Ultimate y Alien 8. El juego utiliza una perspectiva isométrica similar a la técnica “Filmation” empleada en Knight Lore. Head over Heels es el segundo juego de Jon Ritman y Bernie Drummond que utiliza el sistema isométrico, después del juego de Batman.

## Temática
El juego introduce un concepto original: el jugador controla a dos personajes (inicialmente separados) en lugar de a uno solo.
Gráficamente, Head over Heels alcanzó el límite de capacidad del ZX Spectrum más que cualquier otro juego. Drummond contribuyó con algunos toques surrealistas; robots (controlados por los interruptores) con un parecido notable a la cabeza de príncipe Carlos de Inglaterra y con el cuerpo de un Dalek (otras peculiares cabezas incluyeron los elefantes); y escaleras hechas de perros que se desaparecen cuando Head entra en una pantalla.
Head over Heels es recordado por muchos como un hito en la industria de los videojuegos de ordenador. En 1994 sus autores recibieron el encargo de realizar Monster Max; otro juego con vista isométrica para Game Boy de Nintendo. El juego, aunque la Game Boy utilizaba una pantalla monocromática, es dos veces del tamaño de Head over Heels.

## Argumento
Headus Mouthion (Head) y Footus Underium (Heels) son dos espías del Planeta Libertad (Planet Freedom). Son enviados a Blacktooth para liberar los planetas esclavizados de Penitentiary, Safari, Book World y Egyptus, y así poder derrotar al Emperador para prevenir que otros planetas caigan bajo su poder. Capturados y separados, los espías son trasladados a la prisión del cuartel general del Castillo de Blacktooth. Primero deberán escapar. Luego, a través del mercado, deben llegar hasta la estación Lunar (Moonbase), donde podrán usar los teletransportadores para viajar a los planetas esclavizados. Allí deberán localizar y recobrar las coronas robadas. La liberación de los planetas y la derrota del Emperador permitirá a Head y Heels volver al planeta Libertad (Planet Freedom) como héroes.

## Conversiones
Head Over Heels se publicó primero en 1987 para los ordenadores con microprocesadores Z80 (ZX Spectrum, Amstrad CPC, MSX). 
Debido a su gran éxito y a que Ritman utilizó una técnica de programación modular para desarrollar el juego, es decir, estructuró en partes distintas facetas del programa tales como el control del teclado, la representación en pantalla, etc se hicieron conversiones a otras plataformas como Atari XL/XE y ST, Amstrad_PCW, Commodore 64 y el Commodore Amiga. 
El último remake de Head Over Heels (para Windows, Mac OS, Linux y BeOS) por Retrospec primero estaba disponible como freeware,pero ahora solo se puede adquirir en GOG o Steam. Este remake ha sido votado como el segundo mejor remake por la revista PC Zone. 
Un remake diferente está disponible, y una nueva versión, con gráficos renderizados, está en proceso de elaboración por parte de los autores de dicho remake.

## Videojuegos relacionados
- Batman
- Monster Max
- Ultimate’s Knight Lore
- Alien 8